# SK VÖEST Linz (szachy)
SK VÖEST Linz – austriacki klub szachowy z siedzibą w Linzu, sześciokrotny mistrz kraju.

## Historia
Sekcja szachowa SK VÖEST Linz powstała w 1949 roku i była jedną z pięciu sekcji funkcjonujących od początku istnienia klubu w 1949 roku. W 1971 roku zespół zadebiutował w mistrzostwach krajowych, zdobywając wicemistrzostwo (za Hietzingiem Wiedeń). W latach 1972 i 1974 VÖEST zdobył mistrzostwo Austrii. W pierwszym sezonie funkcjonowania Staatsligi (1975/1976) zajął drugie miejsce w lidze, za Austrią Wiedeń. W 1977 roku zespół wygrał Staatsligę. W sezonie 1977/1979 klub uczestniczył w Pucharze Europy, odpadając w pierwszej rundzie z SG Biel. W sezonie 1978/1979 VÖEST zajął drugie miejsce w lidze, natomiast w latach 1984–1986 trzykrotnie z rzędu zdobył mistrzostwo kraju. W sezonie 1985/1986 klub przegrał w pierwszej rundzie Pucharu Europy z SK Anderlecht. Zawodnikami klubu byli wówczas m.in. Georg Danner i Heinz Baumgartner. W latach 1987 i 1988 zespół zajmował drugą pozycję w Staatslidze. W 1993 roku klub spadł z pierwszej ligi, powrócił do niej w kolejnym sezonie. W 1996 roku VÖEST ponownie spadł. W 2000 roku klub awansował do Staatsligi, z której spadł w 2002 roku. W 2006 roku zespół spadł do trzeciej ligi, a w kolejnym – do czwartej.